# 近津鹿島神社
近津鹿島神社（ちこうづ かしまじんじゃ）は、熊本県熊本市西区松尾町に鎮座する神社である。旧社格は村社。「火の神祭り」で知られる。

## 由緒
社伝によれば、もともと宇土宮という前宮が祀られていた。宇多天皇の治世西暦893年、藤原南家4代目民部卿藤原保則が、常陸国鹿島神宮より分霊を勧請し、宇土宮を改築造営して、鹿嶋宮と改称し奉斎した。
また、その昔「吾は鹿島大神である。此地に鎮まり座する」と白馬に乗じた白髪の老翁が海底より現れる神夢をみたので、明くる朝、海岸にでてみたところ、波打ち際に馬の形に見える大石がありそこに神の姿が見えたので、その石を鹿島大神の神体として祀った、との伝えもある。
1872年（明治5年）、村社に列した。10月14日が大祭で、その夜は「火の神祭り」の攻防戦でにぎわう。
肥後勤皇党や神風連の変を起こした敬神党に多大な影響を与えた幕末の国学者林桜園、及びその門下生が尊崇した神社のうちの一社でもある。

## 祭神
- 武甕槌神

## 例祭日
- 10月14日 - 火の神祭り

## 関連事項
- 神風連の変
- 新開大神宮
- 鐙田杵築神社
- 別所琴平神社